# Whiteville (Tennessee)
Whiteville is een plaats (town) in de Amerikaanse staat Tennessee, en valt bestuurlijk gezien onder Hardeman County.

## Demografie
Bij de volkstelling in 2000 werd het aantal inwoners vastgesteld op 3148.
In 2006 is het aantal inwoners door het United States Census Bureau geschat op 4487, een stijging van 1339 (42,5%).

## Geografie
Volgens het United States Census Bureau beslaat de plaats een oppervlakte van
6,2 km², geheel bestaande uit land. Whiteville ligt op ongeveer 150 m boven zeeniveau.

## Plaatsen in de nabije omgeving
De onderstaande figuur toont nabijgelegen plaatsen in een straal van 28 km rond Whiteville.

## Geboren
- Phineas Newborn (1931-1989), jazzpianist en componist